# Formula Renault 2.0 Eurocup
Formula Renault 2.0 Eurocup är europamästerskapet i Formel Renault och det mest prestigefyllda Formel Renault 2.0-mästerskapet. Serien ingår i World Series by Renault. Många förare som nått Formel 1 har kört där. Bland annat Felipe Massa, Kimi Räikkönen, Lewis Hamilton, Scott Speed och Kamui Kobayashi.

## Säsonger (från och med 2000)
| År   | Mästare            | Tvåa                | Trea                   |
| ---- | ------------------ | ------------------- | ---------------------- |
| 2000 | Felipe Massa       | Charles Zwolsman    | Matteo Grassotto       |
| 2001 | Augusto Farfus     | Marc Benz           | César Campaniço        |
| 2002 | Eric Salignon      | Neel Jani           | Nicolas Lapierre       |
| 2003 | Esteban Guerrieri  | Robert Schlünssen   | Simon Pagenaud         |
| 2004 | Scott Speed        | Simon Pagenaud      | Colin Fleming          |
| 2005 | Kamui Kobayashi    | Michael Ammermüller | Yann Clairay           |
| 2006 | Filipe Albuquerque | Chris van der Drift | Carlo van Dam          |
| 2007 | Brendon Hartley    | Jon Lancaster       | Charles Pic            |
| 2008 | Valtteri Bottas    | Daniel Ricciardo    | Roberto Merhi          |
| 2009 | Albert Costa       | Jean-Eric Vergne    | António Félix da Costa |
| 2010 | Kevin Korjus       | Luciano Bacheta     | Arthur Pic             |
| 2011 | Robin Frijns       | Carlos Sainz, Jr.   | Daniil Kvyat           |
| 2012 | Stoffel Vandoorne  | Daniil Kvyat        | Oliver Rowland         |
| 2013 | Pierre Gasly       | Oliver Rowland      | Esteban Ocon           |
| 2014 | Nyck de Vries      | Dennis Olsen        | Alexander Albon        |